# Liste der Baudenkmäler in Beckingen
Diese Liste der Baudenkmäler in Beckingen listet alle Baudenkmäler der saarländischen Gemeinde Beckingen und ihrer Ortsteile auf. Grundlage ist die Veröffentlichung der Landesdenkmalliste im Amtsblatt des Saarlandes vom 14. März 2007 und die aktuelle Teildenkmalliste des Landkreises Merzig-Wadern in der Fassung vom 9. August 2017.

## Beckingen
| Lage                            | Bezeichnung                                                                                               | Beschreibung | Bild |
| ------------------------------- | --- | --- | ---- |
| Reihersberg Lage                | Bildstock („Bildchen“)                                                                                    | 1813, Umgestaltung 1926 |      |
| Bahnhofstraße Lage              | Bahnhofsempfangsgebäude                                                                                   | Der Bahnhof in Beckingen wurde in den Jahren 1858/1859 nach Plänen von Otto Lieber im neogotischen Stil errichtet. Um das Jahr 1890 wurde das Bahngebäude um zwei äußere Achsengebäude erweitert. Im Zweiten Weltkrieg wurde das Gebäude zerstört und in den Nachkriegsjahren nur provisorisch wiederhergestellt. Erst zwischen 2009 und 2014 wurde der Bahnhof nach der Stilllegung umfassend saniert und restauriert. Auffälligstes Merkmal ist der Turm mit oktogonalem Aufsatz. An das zweigeschossige Empfangsgebäude mit Zinnen und Stufengiebel schließt sich ein niedrigeres Gebäude mit Mezzanin an. Der gelbe Sandsteinbau ist durch rote Eckquaderungen akzentuiert. |      |
| Brückenstraße                   | Takenplatten                                                                                              | 17./18. Jahrhundert, Platten vom Vorbesitzer entfernt |      |
| Friedhof Lage                   | Grabkapelle Pfarrer Leidinger mit Ausstattung                                                             | Benannt ist die Kapelle nach Franz Xaver Leidinger, dem ehemaligen Beckinger Pfarrer und Bauherrn der Pfarrkirche St. Johannes und Paulus. Die offene Kapelle entstand 1863 aus Anlass des Todes von Leidingers Mutter. Beigesetzt sind hier Pastor Leidinger neben seiner Mutter Katharina. Die Wände sind in den oberen Zwei Dritteln ausgemalt. An der Stirnwand steht ein Altar mit einem Kruzifix, flankiert von einer Muttergottes- und einer Christusstatue. Der Dreiecksgiebel im Eingangsbereich ist aus Buntglas. |      |
| Herrenbergstraße 1 Lage         | Deutschordenskommende, Wohnhäuser, Wirtschaftsgebäude, Brunnen, Torpfeiler von Francois Motte d'Altviller | 1755 |      |
| Pfaffenkopfweg Lage             | Westwallbefestigung Pfaffenkopfweg Bunker WH 767                                                          | Der Bunker vom Typ Regelbau 114a der einzige erhaltene Regelbau mit freier Kehlfront und Eingangsverteidigung in dieser Baureihe und wurde von der Organisation Todt 1938/39 als Teil des Westwalls erbaut. Seine 3,5 Meter dicken Stahlbetonwände beherbergen Gasschleuse, Bereitschaftsraum, Verpflegungsraum, Munitionskammer, Eingangsverteidigung und Gefechtsturm mit einer Sechsschartenkuppel. |      |
| Pfaffenkopfweg                  | Westbefestigung, Maschinengewehr-Schartenstand, WH-Nr. 766, 1938/39                                       | |      |
| Reihersberg Lage                | Privatfriedhof der Familie Karcher                                                                        | seit 1918 |      |
| Talstraße Lage                  | katholische Kirche St. Johannes und Paulus                                                                | St. Johannes und Paulus wurde in den Jahren 1861 bis 1863 nach Plänen von Carl Friedrich Müller erbaut. Die neugotische dreischiffige Hallenkirche is tin sechs Joche unterteilt |      |
| Talstraße                       | Grabkapelle Pfarrer Leidinger mit Ausstattung                                                             | 4. Viertel 19. Jahrhunderts |      |
| Talstraße 13 Lage               | Wappenstein des Deutschherrenschlosses                                                                    | 1664 |      |
| Talstraße Lage                  | katholische Marcelluskapelle                                                                              | Die Kapelle wurde 1634 von dem Komtur des Deutschen Ordens erbaut. 1858 erwarb die Kirchengemeinde Beckingen die Marcelluskapelle von privaten Besitzern, doch das kleine Gotteshaus verfiel in den folgenden Jahrzehnten. erst 1914/15 kam es zu ersten Restaurierungsmaßnahmen. Der einjochige Saalbau wird im Osten von einem dreiseitigen Chor abgeschlossen. Das geschieferte Walmdach wird zentral von einem kleinen hölzernen Dachreiter mit Geläut bekrönt. Saal und Chorseiten besitzen je ein spitzbogiges Buntglasfenster auf beiden Längsseiten. |      |
| Talstraße/Mühlenbachstraße Lage | Wegekreuz                                                                                                 | 18. Jahrhundert |      |
| Schneiderskreuzstraße 1 Lage    | Wohnhaus von Heinrich Arkander                                                                            | Das zweigeschossige Wohnhaus wurde 1931/32 über einem rechteckigen Grundriss mit hohem Sockelgeschoss errichtet. Hauseingang im Süden und Auslucht im Westen sind über eine gemeinsame Terrasse mit Balustrade verbunden. Die Fenster sind in diesem Bereich mit dem Eingang über ein Gesims verbunden. Im Erdgeschoss besitzt das Gebäude vier Achsen, die jeweils zu zweit gekuppelt sind, im Obergeschoss sind zwei Achsen vorhanden. Ein Zeltdach schließt den Baukörper ab. |      |

## Düppenweiler
| Lage                   | Bezeichnung                                         | Beschreibung | Bild |
| ---------------------- | --------------------------------------------------- | --- | ---- |
| Außener Straße Lage    | Kath. Valentinuskapelle                             | Die Kapelle wurde 1858/59 an der Stelle der alten Kirche des zerstörten Dorfes Oberweiler erbaut. 1922 wurde sie durch einen Brand zerstört und 1930/31 wiederaufgebaut. Der kleine Saalbau mit Satteldach besitzt zwei Fensterachsen auf den Längsseiten und im dreiseitigen Abschluss. Hinter dem einfachen Sandsteinaltar ist ein modernes Relief angebracht. |      |
| Kreuzstraße 24/26 Lage | Carls Haus, Bauern- und Schulhaus mit Gewölbekeller | Das Gebäude wurde im 18. Jahrhundert erbaut und im 19. Jahrhundert umgebaut. Es ist ein typischer Lothringischer Bauernhof mit leicht vorspringendem Wirtschaftsteil. Der zweigeschossige Putzbau mit Satteldach besitzt drei Achsen an der Frontseite. Das Wirtschaftsgebäude besitzt zwei Achsen, von denen eine als rundbogiges Scheunentor ausgeführt ist. |      |
| Piesbacher Straße Lage | Kupferbergwerk, Stollenmundloch                     | Das Bergwerk wurde ab 1725 im Stollenbau vorangetrieben. Immer wieder musste in der Folge der Abbau von Kupfer eingestellt werden, weil zu viel Wasser eindrang. Anfang des 19. Jahrhunderts erwarb die Dillinger Hütte das Bergwerk, legte es aber 1916 endgültig still. |      |
| Schlossbergstraße Lage | katholische Kirche St. Leodegar                     | Von der einstmals barocken Kirche aus dem Jahr 1765 sind nur die vier unteren Turmuntergeschosse erhalten. Das heutige Kirchengebäude wurde in den Jahren 1897 bis 1900 nach Entwürfen von Architekt Wilhelm Hector erbaut. Auf die barocken Turmgeschosse wurde 1955 bis 1958 ein moderner Glockenstuhl mit langen Schallarkaden gebaut. Das im neugotischen Stil errichtete Kirchengebäude mit einschiffigem Langhaus und zweijochigem Querhaus wird von einem fünfseitigen Chor abgeschlossen. Das innere der Kirche ist reich ausgemalt. |      |

## Erbringen
| Lage             | Bezeichnung                           | Beschreibung | Bild |
| ---------------- | ------------------------------------- | --- | ---- |
| Luziastraße Lage | katholische Filialkirche Luciakapelle | Im 15. Jahrhundert wurde der heutige Chor als kleiner Andachtsraum erbaut. 1770 bis 1772 wurde daran ein Saal angebaut, die alte Kapelle wurde zum Chor. Der kleine Saalbau wird im Osten von einem quadratischen Chor abgeschlossen. Der enge Durchgang der Chorwand ist mit Rankwerk bemalt. Im Chor ist je ein rundbogiges Fenster auf den Längsseiten vorhanden, im Saal selbst je ein rundbogiges und ein hochrechteckiges Buntglasfenster. Auf dem geschieferten Dach sitzt ein quadratischer Dachreiter. |      |

## Hargarten
| Lage            | Bezeichnung              | Beschreibung | Bild |
| --------------- | ------------------------ | --- | ---- |
| Annastraße Lage | katholische Annenkapelle | Die Annenkapelle wurde 1771 erbaut. Der verputzte Saalbau mit Eckquaderung besitzt ein Portal auf der Giebelseite, darüber ein Giebelreiter. Der Altar aus dem 18. Jahrhundert zeigt die hl. Anna lehrend. |      |

## Haustadt
| Lage                      | Bezeichnung                      | Beschreibung | Bild |
| ------------------------- | -------------------------------- | --- | ---- |
| Haustadter Talstraße Lage | katholische Kirche St. Mauritius | Das Kirchengebäude wurde in den Jahren 1914 bis 1920 nach Plänen der Architekten Ludwig Becker und Anton Falkowski errichtet. Der neobarocke Bau wurde dreischiffige Basilika mit Langhaus, Querhaus und Chor mit halbrunder Apsis ausgeführt. Der Kirchturm mit Welscher Haube wird von zwei kleineren Türmen flankiert, die jeweils eine Zwiebelhaube besitzen. Ein halbrunder Portikus verbindet beide. Tonnengewölbe überspannen das Innere des Raumes. |      |

## Honzrath
| Lage                   | Bezeichnung                            | Beschreibung | Bild |
| ---------------------- | -------------------------------------- | --- | ---- |
| Merchinger Straße Lage | katholische Filialkirche St. Katharina | Die kleine Kirche wurde 1569 erstmals urkundlich erwähnt. 1677 wurde sie im Zuge des Reunionskrieges Ludwigs XIV. zerstört, der Wiederaufbau erfolgte 1693. 1863 baute man die Kirche um. Die kleine Saalkirche wird von einem dreiseitigen Chor abgeschlossen. An der Westseite ist dem Saalbau ein trutziger Turm über quadratischem Grundriss mit Pyramidendach vorgelagert. |      |

## Oppen
| Lage                   | Bezeichnung | Beschreibung    | Bild |
| ---------------------- | ----------- | --------------- | ---- |
| Oppener Straße 49 Lage | Wegekreuz   | 18. Jahrhundert |      |

## Reimsbach
| Lage                       | Bezeichnung                                            | Beschreibung | Bild                          |
| -------------------------- | ------------------------------------------------------ | --- | ----------------------------- |
| Reimsbacher Straße Lage    | katholische Kirche St. Andreas und Mariae Himmelfahrt  | Die neugotische Kirche wurde in den Jahren 1898 bis 1901 nach Plänen des Architekten Wilhelm Hector als dreischiffige Basilika errichtet. An das vierjochige Langhaus mit Kreuzrippengewölben schließt sich ein Querschiff an, es folgt von einem fünfseitigen Chor. Im Osten wird das Gebäude von einem quadratischen Turm abgeschlossen. |                               |
| Reimsbacher Straße 36 Lage | ehemalige katholische Pfarrkirche mit Umfassungsmauern | 1750 |                               |
| Reimsbacher Straße 51 Lage | Wegekreuz                                              | 18. Jahrhundert |                               |
| Reimsbacher Straße 79 Lage | Gasthof Stein                                          | 19. Jahrhundert, Umbau 1914 |                               |
| Reimsbacher Straße 95 Lage | Südwestdeutsches Kleinbauernhaus                       | Das 'Kreitzenhaus' ist ein Quereinhaus, das 1840 erbaut wurde. Das Landesdenkmalamt hat es im Juni 2023 als denkmalwürdig erkannt. Aus der Begründung: "Das Bauernhaus dokumentiert mit seiner Anordnung der Räumlichkeiten und dem Einsatz der natürlichen historischen Baumaterialien Holz und Lehm im Innenausbau die bäuerlichen Lebensverhältnisse in dörflicher Umgebung während der vorindustriellen preußischen Zeit an der Saar in besonderer Weise." | Bauernhaus Reimsbacher Str.95 |
| Reimsbacher Straße 99 Lage | Wegekreuz                                              | 18. Jahrhundert |                               |

## Saarfels
| Lage                  | Bezeichnung                                | Beschreibung | Bild |
| --------------------- | ------------------------------------------ | --- | ---- |
| Barbarastraße Lage    | Altarskulpturen hl. Barbara, hl. Sebastian | Die moderne St-Barbara-Kirche in Saarfels besitzt zwei Altarfiguren aus dem 18. Jahrhundert. Beide Holzschnitzereien stehen auf Konsolen im Kirchensaal. |      |
| Wendelinusstraße Lage | kath. Wendelinus-Kapelle                   | Der ursprüngliche Bau stammt aus dem 15. Jahrhundert und war Jagdkapelle des Deutschherrenordens in Beckingen, sein Turm ist wohl romanisch. Im Jahr 1821 wurden Restaurierungsarbeiten durchgeführt und ein umfassender Umbau vorgenommen. Der Saalbau besitzt einen Chor mit ⅝-Schluss und Kreuzrippengewölbe. Das Portal liegt neben einem Turm, der leicht asymmetrisch in den Westgiebel geschoben wurde. Eckquaderungen schmücken die Portalseite und den Turm, einfaches Strebewerk stütz die Längsseiten, die je zwei spitzbogige Fenster aufweisen. |      |